# 同步辐射光源
同步辐射光源（英語：synchrotron radiation light source）是指产生同步辐射的物理装置。第一代同步辐射光源是寄生于高能物理实验专用的高能对撞机的兼用机，第二代同步辐射光源是基于同步辐射专用储存环的专用机，第三代同步辐射光源為性能更高且儲存環之直線段可加裝插件磁鐵組件之同步辐射专用储存环的专用机，现在正在研究的自由电子激光器則為新一代的高強度光源設施。